# Comuna de Santok
Santok (polaco: Gmina Santok) é uma gminy (comuna) na Polónia, na voivodia da Lubúsquia e no condado de Gorzowski. A sede do condado é a cidade de Santok.
De acordo com os censos de 2004, a comuna tem 7547 habitantes, com uma densidade 44,8 hab/km².

## Área
Estende-se por uma área de 168,3 km², incluindo:
- área agrícola: 51%
- área florestal: 35%

## Demografia
Dados de 30 de Junho 2004:
|                      | Total   | Total | Mulheres | Mulheres | Homens  | Homens |
| -------------------- | ------- | ----- | -------- | -------- | ------- | ------ |
|                      | pessoas | %     | pessoas  | %        | pessoas | %      |
| População            | 7547    | 100   | 3785     | 50,2     | 3762    | 49,8   |
| Densidade (pop./km²) | 44,8    | 100   | 22,5     | 22,5     | 22,4    | 22,4   |

De acordo com dados de 2002, o rendimento médio per capita ascendia a 1348,68 zł.

## Comunas vizinhas
- Deszczno, Drezdenko, Gorzów Wielkopolski, Kłodawa, Skwierzyna, Strzelce Krajeńskie, Zwierzyn